# Olios orchiticus
Olios orchiticus är en spindelart som beskrevs av Cândido Firmino de Mello-Leitão 1930. 
Olios orchiticus ingår i släktet Olios och familjen jättekrabbspindlar. Inga underarter finns listade i Catalogue of Life.